# Pałac w Wiśniowej (woj. świętokrzyskie)
Pałac w Wiśniowej – zabytkowy pałac we wsi Wiśniowa (powiat staszowski).
Piętrowy pałac kryty wysokim  dachem czterospadowym został wybudowany na początku XVIII w. z inicjatywy Karola Tarły, a następnie przebudowany przez Kołłątajów. Na frontonie pałacu znajdują się herby Kotwica Kołłątajów.
Obiekt jest częścią  zespołu pałacowego, w skład którego wchodzą jeszcze:
- park z otoczeniem z XVIII-XIX w.
- altana w ogrodzeniu z połowy XIX w.[1]

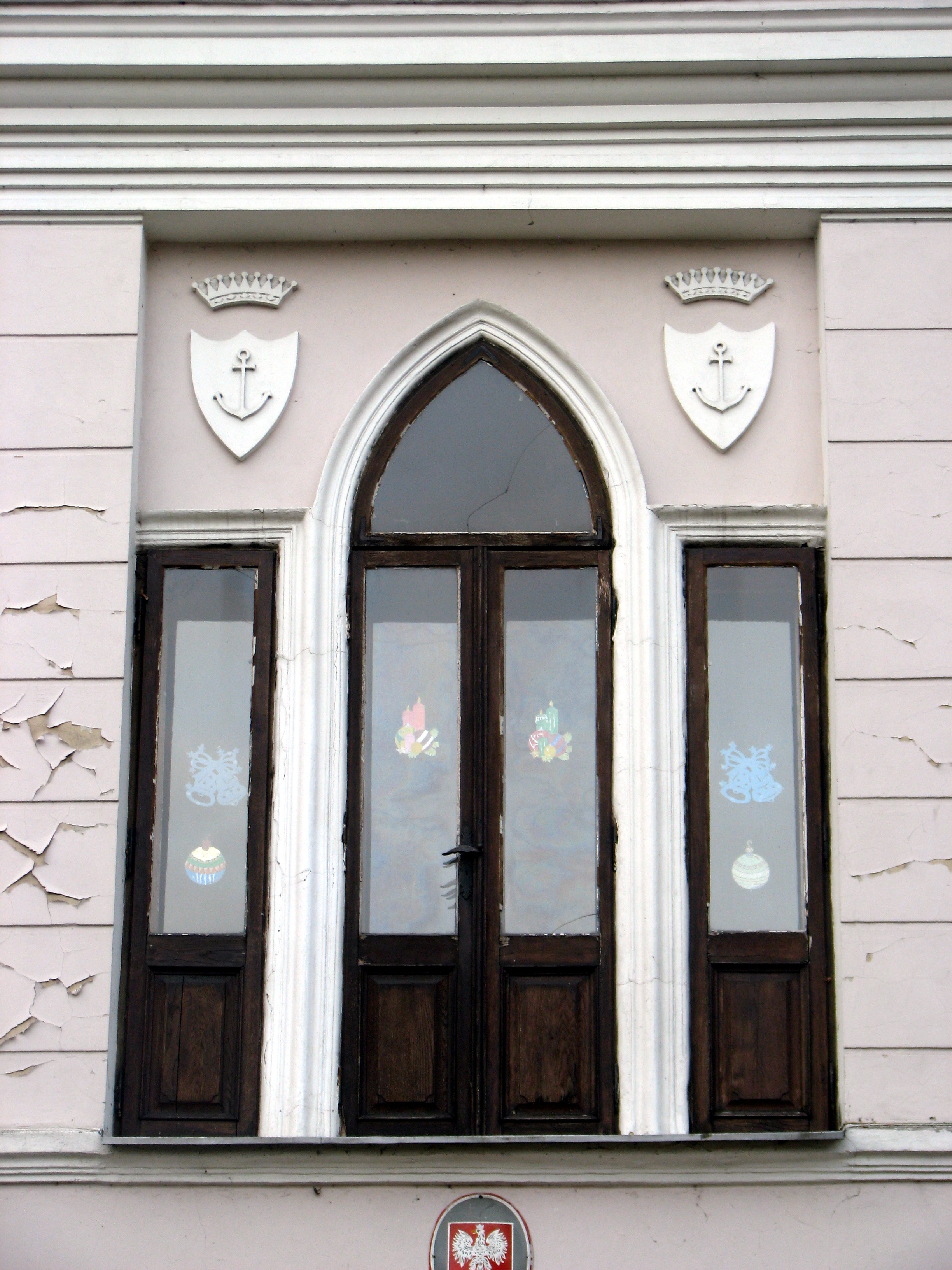
Okno z Herbami Kotwica
Herb Kotwica Kołłątaja